# كفرون بدرة
كفرون بدرة قرية سورية تتبع ناحية مشتى الحلو في منطقة صافيتا في محافظة طرطوس. بلغ عدد سكانها 302 نسمة في عام 2004 حسب إحصاء المكتب المركزي للإحصاء. دوّن عالم الأنثروبولوجيا الفرنسي فابريس بالانش أن عدد سكان كفرون بدرة ظل راكدًا إلى حد كبير بين عامي 1960 و1994، عند حوالي 340 نسمة، وسكانها هم في الغالب من المسيحيين.